# MGST2
MGST2 (англ. Microsomal glutathione S-transferase 2) – білок, який кодується однойменним геном, розташованим у людей на короткому плечі 4-ї хромосоми.  Довжина поліпептидного ланцюга білка становить 147 амінокислот, а молекулярна маса — 16 621.
| 10         |  | 20         |  | 30         |  | 40         |  | 50         |
| ---------- |  | ---------- |  | ---------- |  | ---------- |  | ---------- |
| MAGNSILLAA |  | VSILSACQQS |  | YFALQVGKAR |  | LKYKVTPPAV |  | TGSPEFERVF |
| RAQQNCVEFY |  | PIFIITLWMA |  | GWYFNQVFAT |  | CLGLVYIYGR |  | HLYFWGYSEA |
| AKKRITGFRL |  | SLGILALLTL |  | LGALGIANSF |  | LDEYLDLNIA |  | KKLRRQF    |

A: Аланін

C: Цистеїн

D: Аспарагінова кислота

E: Глутамінова кислота

F: Фенілаланін

G: Гліцин

H: Гістидин

I: Ізолейцин

K: Лізин

L: Лейцин

M: Метіонін

N: Аспарагін

P: Пролін

Q: Глутамін

R: Аргінін

S: Серин

T: Треонін

V: Валін

W: Триптофан

Кодований геном білок за функцією належить до трансфераз. 
Задіяний у таких біологічних процесах як біосинтез лейкотриєнів, поліморфізм, альтернативний сплайсинг. 
Локалізований у мембрані, ендоплазматичному ретикулумі, мікросомах.